# Kakstoel

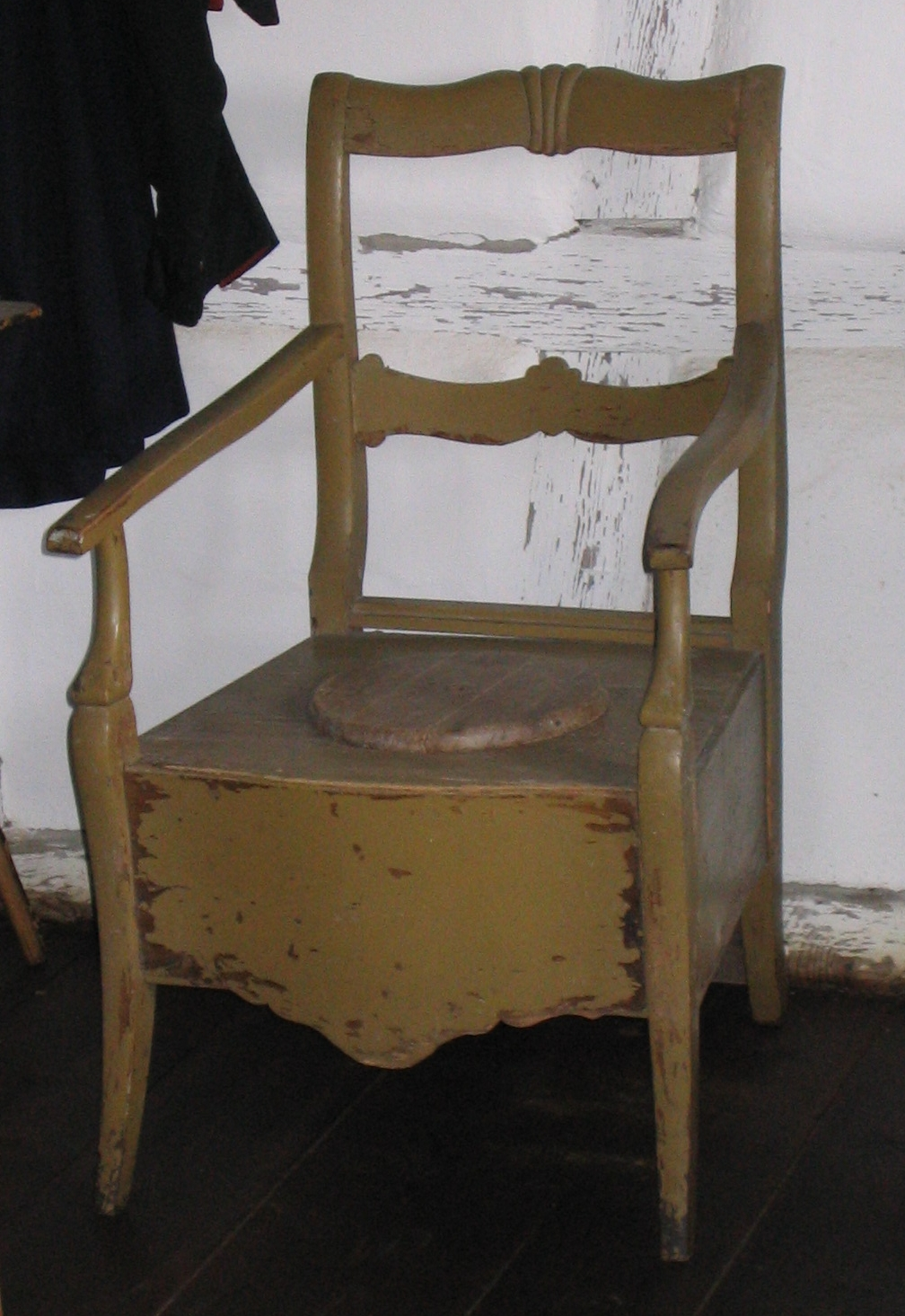

Een kakstoel is een kinderstoel met een gat in de zitting, met daaronder een pot, waarin kinderen hun behoefte konden doen. Deze stoel heeft meestal een tafeltje dat tot sluitsel dient, en een latwerk dat het kind belet eruit te vallen.